# وادي الطيبة
وادي الطيبة هو أحد الأودية في منطقة شرق الأردن التي تشكل في غالبها ما يُعرف اليوم باسم المملكة الأردنية الهاشمية. يقع الوادي ضمن حدود محافظة إربد. يبدأ بالقرب من بلدتي الطيبة وسموع الواقعتان في لواء لواء الطيبة ولواء الكورة على التوالي، وينتهي أمام تل إسماعيل، وهو من التلال المطلة على مشارف الغور، بانخفاص 242 متراً عن سطح البحر.